# جوان هيوسون
جوان هيوسون هي متزحلقة كندية، ولدت في 23 أغسطس 1930 في مونتريال في كندا.

## وصلات خارجية
- جوان هيوسون على موقع أوليمبيديا (الإنجليزية)